# SHBダナンFC
SHBダナンFC（ベトナム語: CLB bóng đá SHB Đà Nẵng、英語: SHB Da Nang Football Club）は、ベトナムの都市ダナンにホームを置くサッカークラブである。

## 概要
1976年創設。1992年に最初のリーグ優勝を果たした。当時のクラブ名はクアンナム・ダナン（Quảng Nam-Đà Nẵng）といった。1995年シーズンに最下位（14位）となって降格したあと、クアンナムとダナンのふたつのクラブに分離した。
2005年のVリーグで2位となったことにより、2006年のAFCチャンピオンズリーグに出場。グループステージで日本のガンバ大阪に15-0の大差で敗れた。2009年からサイゴンハノイ商業銀行（Saigon-Hanoi Commercial Joint Stock Bank、略称SHB）がスポンサーにつき、SHBダナンに改名された。
2017年からホームスタジアムをチー・ラン・スタジアムからホアスアン・スタジアムに移転した。

## タイトル
- リーグ：3回
  - 1992, 2009, 2012
- カップ：2回
  - 1993, 2009

## AFC大会での成績
- AFCチャンピオンズリーグ: 1回出場

2006: グループステージ
- アジアクラブ選手権: 1回出場

1993-94: 予選突破 - 1回戦
- アジアカップウィナーズカップ: 2回出場

1992-93: 準決勝
1994-95: 2回戦

## 歴代在籍選手
- ガストン・メルロ（ドー・メルロ） 2009-2014, 2016-2019
- エイジソン 2016-2017
- ラファエルソン（グエン・スアン・ソン） 2021